# Телебашня Зобор

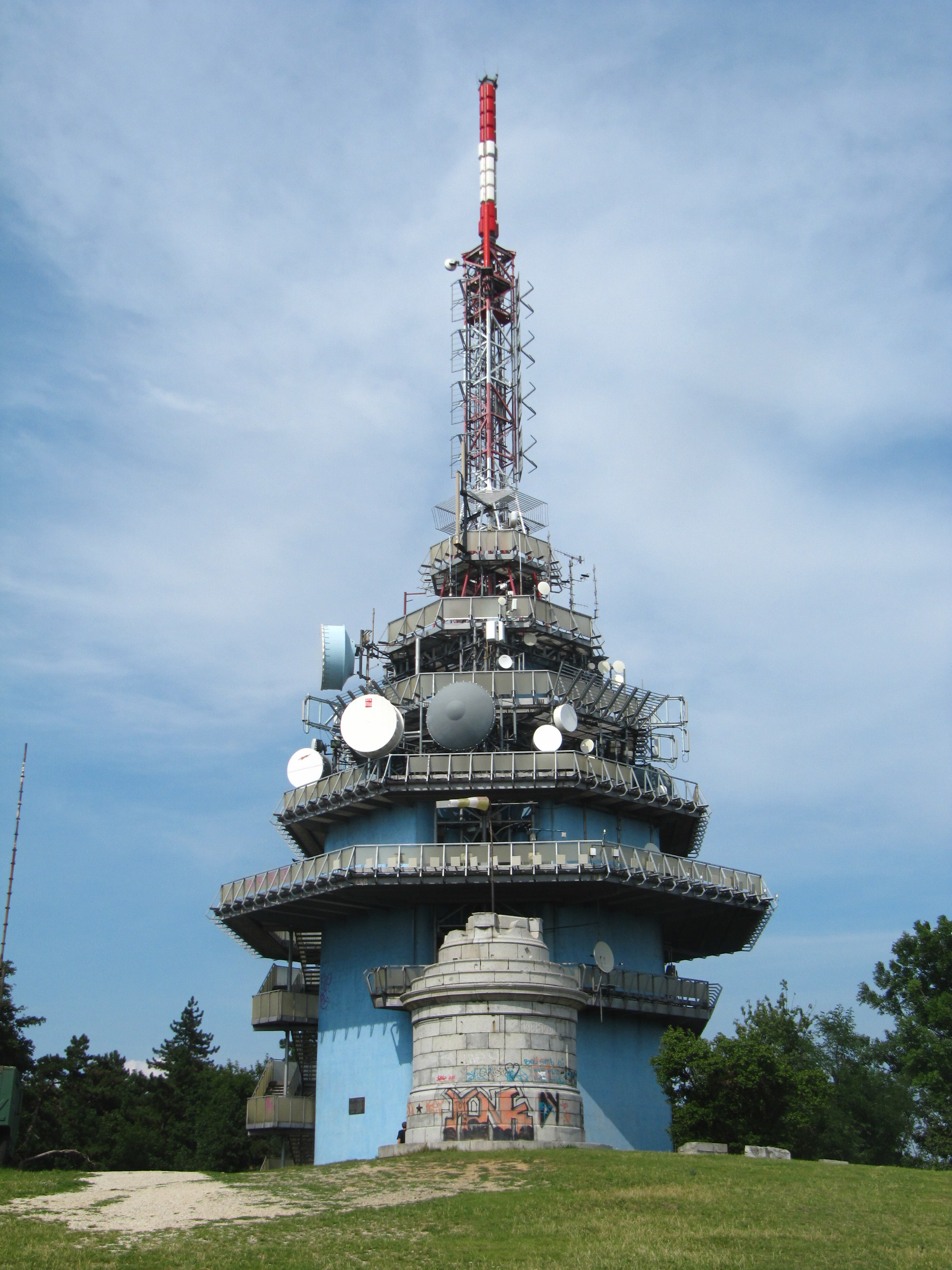
Телебашня Зобор

Телебашня Зобор  (словац. Vysielač Zobor) — сооружение, расположенное в городе Нитра на горе Зобор, Словакия.

## Конструкция
В 1980-х годах на вершине Зобор была построена сетчатая мачта, с целью трансляции телевизионного сигнала. Железобетонная башня вода была построена в 1993 году и стал одним из новейших объектов такого рода.
Высота башни 64 м, антенны — 11,5 м, вес — 2,5 тонн.

## Возможности вещания
Выгодное расположение над Дунайской низменностьюю обеспечивает хороший сигнал особенно в южном и юго-западном направлении.

## Как добраться
- по синим маркам от Нитры
- по красным маркам от Нитры
- по зеленым маркам от Дражевце

## Внешние ссылки
- Сайт о башне
- Сайт о башне
- История башни